# Кон ла Гран Вил
Кон ла Гран Вил (фр. Comps-la-Grand-Ville) насеље је и општина у јужној Француској у региону Миди Пирене, у департману Аверон која припада префектури Родез.
По подацима из 2011. године у општини је живело 550 становника, а густина насељености је износила 25,06 становника/km². Општина се простире на површини од 21,95 km². Налази се на средњој надморској висини од 705 метара (максималној 772 m, а минималној 441 m).

## Демографија
| 1962. | 1968. | 1975. | 1982. | 1990. | 1999. | 2011. |
| ----- | ----- | ----- | ----- | ----- | ----- | ----- |
| 483   | 581   | 576   | 542   | 516   | 426   | 550   |

График промене броја становника у току последњих година